# Tadashi Hyōdō
Tadashi Hyōdō (兵頭 精, Hyōdō Tadashi), née le 6 avril 1899 à Kihoku (Ehime) et morte le 23 avril 1980, a été la première aviatrice japonaise.

## Enfance
Née dans un village de Kita Uwa-gun (actuellement Kihoku), dans la préfecture d'Ehime, Tadashi Hyōdō est une élève brillante. Après des études primaires dans son village, elle est admise au lycée Saibi de Matsuyama, la capitale de la province.
Rintarō, son père, rêvait d'être pilote et occupait ses loisirs à dessiner des avions : quand il meurt, Tadashi décide de poursuivre la même aspiration aspirait à être un pilote,. Mais sa famille souhaite la voir devenir médecin ou enseignante : elle entre comme apprentie chez un pharmacien d'Osaka en janvier 1919. Pour une courte période seulement car en novembre de la même année on la retrouve à Tokyo,.

## L'école d'aviation de Tsudanuma
Avec le soutien de sa sœur aînée Kazoe, Tadashi intègre l'école d'aviation de Tsudanuma, dirigée par Otojirō Itō. Son cas est si rare que dès son admission elle est le sujet d'articles de presse, qui la décrivent comme « une petite fille, au visage rond et joufflu, mais un véritable garçon manqué ». Les frais de scolarité sont exorbitants (« deux yens par minute », quand un jeune diplômé d'université gagne quarante yens par mois au début des années 1910) : Tadashi est donc obligée de travailler à temps partiel, et il lui faut trois ans et demi pour boucler un cycle censé durer six mois. Elle est la quinzième élève diplômée de l'école, et bien sûr la première femme.
Elle survit à plusieurs accidents, dont un décrochage d'une altitude de 3 000 mètres qui brise le train de l'avion en 1911, et un amerrissage d'urgence.
Le 21 mars 1922, alors que le Règlement de l'aviation (航空取締規則, Kōkū torishimari kisoku) a été promulgué au Japon, et après que le système d'octroi de licences de pilotage (操縦免許制, Sōjū menkyosei) a été créé, Takashi obtient à la seconde tentative sa licence d'aviateur de troisième catégorie (licence no 38), devenant la première aviatrice du Japon,.
Peu après, elle participe à une compétition organisée (ja) par l'Association aéronautique impériale (帝国飛行協会, Teikoku Kōkū Kyōkai) et se classe dixième dans la catégorie "vitesse" sur quinze participants.
Le fait d'être la première femme pilote au Japon l'expose à la curiosité publique. Un magazine prétend qu'elle a une liaison avec un avocat de sa ville natale, marié : le scandale provoque son expulsion de l'Association aéronautique impériale. En 1923, après le bouleversement dans lequel le grand tremblement de terre de Kanto plonge la société japonaise, Tadashi quitte les cercles aéronautiques : elle ne volera plus jamais.
On lui prête le projet de monter une école de pilotage, puis elle crée un cabinet d'avocats.
Elle meurt à l'âge de 81 ans le 23 avril 1980.